# Boléro (film, 1942)
Pour les articles homonymes, voir Boléro (homonymie).
Pour plus de détails, voir Fiche technique et Distribution.
Boléro est un film français de Jean Boyer sorti en 1942.

## Synopsis
Anne-Marie a une passion pour le Boléro de Ravel qu'elle joue toute la journée, au point d'excéder son voisin, Rémi Courmont, qu'elle n'a d'ailleurs jamais vu. Ils s'invectivent par téléphone. Anne-Marie, de connivence avec son amie Catherine, décide alors de faire une farce à Rémi Courmont.

## Fiche technique
- Réalisateur : Jean Boyer
- Scénariste et dialoguiste : Michel Duran, d'après sa pièce homonyme créée aux Bouffes Parisiens le 12 mai 1941, édité par la Librairie Théâtrale, Paris, 1941, 108 pages
- Décors : Lucien Aguettand
- Costumes : Robert Piguet
- Photographie : Victor Arménise
- Montage : Louisette Hautecoeur
- Son : Pierre Calvet
- Musique : Georges van Parys
- Musique préexistante : Boléro de Maurice Ravel (1928)
- Scripte : Irène de Saint-Hippolyte
- Régisseur : Charles Buhler
- Photographe de plateau : Pierre Membre
- Société de production et de distribution  : Pathé Consortium Cinéma
- Format :  Son mono - Noir et blanc - 1,37:1 - 35 mm
- Genre : Comédie
- Tournage : à partir du 17-11-1941 aux studios de la rue Francoeur
- Durée : 96 minutes
- Date de sortie : 
  - France - 25 mars 1942
- Visa d'exploitation : 130

## Distribution
- Arletty : Catherine, l'amie d'Anne-Marie qui se fait passer pour la maîtresse de Rémi
- André Luguet : Rémi Courmont, le voisin exaspéré d'Anne-Marie
- Jacques Dumesnil : Georges
- Meg Lemonnier : Niquette Verdier, la vraie maîtresse de Rémi
- Denise Grey : Anne-Marie Houillier, la voisine de Rémi qui écoute en boucle le Boléro de Maurice Ravel
- Christian Gérard : Paul Bardot, l'ami de Rémi
- André Bervil : Laurent Beveyrieu
- Louis Salou : le professeur Archaimbaud
- Paul Ollivier : le deuxième témoin
- Jacques Roussel : Horace
- Guita Karen : la première de la maison de couture
- Frédéric Mariotti : un comédien
- Simone Signoret : une employée de la maison de couture
- Agnès Duval : la bonne de Rémi
- Robert Le Fort : un comédien de théâtre
- Marguerite de Morlaye : une dame à la présentation de la collection
- Louis Delanair : un domestique
- Jacqueline François
- Nathalie Alexeief-Darsène
- Janine Berry